# Tôi thấy hoa vàng trên cỏ xanh (phim)
Tôi thấy hoa vàng trên cỏ xanh (tiếng Anh: Yellow Flowers on the Green Grass; tiếng Nga: Жёлтые цветы на зелёной траве, chuyển tự: Zholtiye tsvety na zelyonoy trave) là phim điện ảnh được chuyển thể từ tiểu thuyết cùng tên của nhà văn Nguyễn Nhật Ánh. Bộ phim do Victor Vũ đạo diễn, được hợp tác sản xuất bởi Galaxy Media & Entertainment, Saigon Concert, PS Việt Nam, Hãng phim Phương Nam & Truyền hình K+ với sự đầu tư của Cục Điện ảnh Việt Nam. Hiện phim đang được chiếu trên nền tảng xem phim trực tuyến Galaxy Play.
Tôi thấy hoa vàng trên cỏ xanh được Fortissimo Films mua bản quyền phát hành quốc tế và được công chiếu tại liên hoan phim Cannes 2015. Bộ phim được ra rạp vào ngày 2 tháng 10, 2015. và kết thúc khởi chiếu vào tháng 2 năm 2017

## Nội dung
Bản mẫu:Spoiler
Phim là một câu chuyện đầy cảm xúc về quê hương, về gia đình, về thời niên thiếu của mỗi người. Cậu bé Tường ngây thơ, đầy tình thương trong khi Thiều là người anh trai ích kỷ, hẹp hòi đến tàn nhẫn. Bên cạnh tình cảm anh em với những yêu thương, ghen ghét, đố kỵ, hối tiếc, ăn năn... còn là tình cảm bạn bè, kỷ niệm thời thơ ấu của lũ trẻ nhà quê nghèo ở miền Trung cuối những năm 1980. Ở đó có những cuộc cãi vã, đánh nhau; những trò chơi trẻ con thú vị; những giấc mơ cổ tích công chúa, hoàng tử; những hờn giận vu vơ, rung động đầu đời...
Câu chuyện là những trang nhật ký về cuộc sống thường ngày và tâm tư của cậu bé Thiều. Thiều đang là học sinh lớp 7 sống ở một vùng quê nghèo, cùng với người em trai tên Tường. Tường là một cậu bé dễ thương, hiền lành, bao dung, rất yêu mến anh trai và thích chơi đùa với nhiều loài động vật gồm cả sâu bọ. Cậu bé sống nội tâm, ham đọc sách và rất say mê những câu chuyện cổ tích, đặc biệt là truyện Cóc tía, chính vì vậy mà cậu nuôi nấng một con cóc dưới gầm giường và đặt tên cho nó là "Cu Cậu". Trong khi đó Thiều vốn là một người hướng ngoại, khá tinh quái, đã nhiều lần vô tình để em mình chịu tai bay vạ gió sau những trò nghịch phá do chính mình bày ra. Thiều cũng nhiều lần tỏ ra hẹp hòi, nhưng trong thâm tâm cậu vẫn rất thương em mình và là một người hào hiệp. Hai anh em Thiều và Tường thả hồn vào những trò chơi dân gian bình dị và nhiều kỷ niệm đáng nhớ thời thơ ấu của những đứa trẻ làng quê. Truyện cũng mở rộng ra mối quan hệ giữa hai anh em và những người dân trong làng, gồm cả người thân của mình và những bạn học cùng lớp. Ba của Thiều được miêu tả là một người giảo hoạt và được dân làng yêu mến nhưng hay nổi nóng và thường xuyên đánh đòn hai anh em vì nhiều lý do, trong khi mẹ cậu tỏ ra dịu dàng với các con hơn dù bà cũng không tránh khỏi việc trách mắng khi các con làm điều sai quấy.
Chú Đàn là em trai của ba Thiều, bị mất một tay do tai nạn nhưng vẫn luôn yêu đời và thường kể chuyện ma cho hai anh em Thiều và Tường nghe. Nỗi muộn phiền duy nhất của chú có lẽ nằm ở chuyện tình nhiều trắc trở do cánh tay cụt gây ra. Chú Đàn yêu chị Vinh, một cô gái cùng làng và là con của thầy giáo chủ nhiệm lớp của Thiều, người thầy mà lúc nào cũng làm cho Thiều sợ chết khiếp. Một bạn học của Thiều là Sơn, lớn hơn cậu ba tuổi nhưng học lực rất kém và phải ở lại lớp liên tục. Sơn được miêu tả là một đứa đô con, suốt ngày phá làng phá xóm và có những cử chỉ và lời nói khiếm nhã, thô tục. Về sau, Thiều nhận ra mình đã có tình cảm với Mận, một cô bạn cùng lớp. Mận xinh xắn và ngây thơ nhưng học không được tốt do phải chăm sóc người cha mắc căn bệnh lạ, đang bị mẹ cô bé giam trong căn chòi. Bí mật này chỉ có Thiều và Tường biết, và hai anh em đã phải ẩu đả với Sơn chỉ để bảo vệ Mận trước những âm mưu đen tối.
Biến cố xảy ra khi căn chòi nhà Mận bốc cháy và mẹ cô bé bị công an bắt do đã giam cầm chồng, khiến ông bị phỏng đoán là đã chết cháy sau khi người ta phát hiện ra có xương lẫn trong đám tro. Chịu liên tiếp nhiều cú sốc lớn, Mận suy sụp hoàn toàn. Gia đình Thiều đã giúp đỡ Mận trong lúc khó khăn nhất và đưa cô bé về ở chung với mình. Mận biết được ba mình còn sống và mẹ sẽ được thả trong một ngày không xa. Tuy nhiên, sự thân thiết giữa Tường và Mận lại khiến cho cơn ghen tức trong lòng Thiều tăng lên theo thời gian. Cậu đã không can ngăn khi con cóc Tường nuôi bị bắt đi làm thịt, điều mà khiến Thiều ray rứt mãi bởi chứng kiến nỗi buồn đau của Tường dù cậu bé không hề biết là do anh mình tiếp tay. Mùa lũ đến, cả làng Thiều chìm trong nước, khi nước rút đi và để lại nhiều hậu quả tiêu cực như đói kém, mất mùa, Thiều, Tường và Mận mới phát hiện ra chị Vinh và chú Đàn đã lập ra kế hoạch cùng nhau bỏ trốn để thoát khỏi sự ngăn cấm của gia đình. Cùng lúc đó, sự hẹp hòi và đố kỵ trong lòng Thiều đã nhiều đến mức trong một phút hiểu lầm cậu đã vô tình khiến em trai mình bị thương nặng, không thể ngồi dậy được. Thiều càng ân hận hơn khi nghe chính miệng Tường kể rằng người mà Mận thích chơi cùng chính là cậu.
Mận được mẹ đón đi tìm cha, trong khi Thiều ở lại chìm trong nuối tiếc và cắn rứt mà tận tình chăm sóc cho Tường. Cả hai anh em đã giấu ba mẹ nguyên nhân thật sự gây ra cảnh ngộ rủi ro của Tường. Một hôm Thiều mừng rỡ khi thấy Tường đã ngồi dậy được và nghe em trai mình kể về một nàng công chúa không biết từ đâu đến đã trở thành nguồn động viên tinh thần để Tường hồi phục. Quá hiếu kỳ, trong một lần tình cờ phát hiện ra công chúa và lén lút bám theo, Thiều vô cùng bất ngờ khi biết nàng công chúa ấy thực ra là Nhi, con một người mổ lợn trong làng. Người làng lầm tưởng Nhi đã chết sau một vụ tai nạn ba năm trước, nhưng hóa ra cô bé vẫn sống nhưng có vấn đề về thần kinh, khiến cô tự xem mình là công chúa và cha mình là đức vua, người mà cũng vì thương con nên đã giả vờ diễn trò cùng cô bé. Thiều kể lại bí mật này với Tường lúc này đã đứng dậy được, bởi vì Tường và Nhi từng chơi rất thân với nhau. Sự nôn nóng được gặp lại Nhi thôi thúc Tường ra sức tập đi lại. Một ngày nọ hai anh em nhìn thấy Nhi đang bị đám trẻ con trong làng trêu chọc, Tường đã chạy hết sức bằng chính đôi chân mình đến bảo vệ Nhi, kỳ diệu thay nghĩa cử này khiến cô bé nhớ ra mọi chuyện và trở lại bình thường.

## Diễn viên
- Thịnh Vinh vai Thiều
- Trọng Khang vai Tường
- Thanh Mỹ vai Mận
- Lê Vinh vai bố của Thiều và Tường
- Trương Tử Liên vai mẹ của Thiều và Tường
- Nguyễn Anh Tú vai chú Đàn
- Khánh Hiền vai chị Vinh
- Mai Thế Hiệp vai thầy Nhãn
- Lê Bình vai ông Năm
- Mai Trần vai Tám Tàng
- Mỹ Anh vai Nhi
- Công Huân vai Sơn
- Tấn Thi vai Xung

## Nhạc phim
- Tôi thấy hoa vàng trên cỏ xanh
- Thằng Cuội

## Sản xuất và phát hành
Kịch bản bộ phim được Hãng phim Phương Nam đặt hàng đạo diễn Việt Linh viết và đã được hoàn thành trong năm 2013. Kịch bản của bộ phim do Việt Linh, Victor Vũ và Đoàn Nhật Nam chuyển thể từ tiểu thuyết cùng tên của nhà văn Nguyễn Nhật Ánh. Bộ phim đã được dự kiến bấm máy vào cuối năm 2014, với các cảnh quay chủ yếu ở Phú Yên, với một số phân đoạn ở huyện Vạn Ninh, tỉnh Khánh Hòa và Thành phố Hồ Chí Minh. Ban đầu có tên "Hoa vàng trên cỏ xanh", đây là bộ phim đầu tiên của Victor Vũ không do chính anh viết kịch bản. Kinh phí của bộ phim khoảng gần 20 tỷ đồng. Đây là bộ phim đầu tiên được sản xuất theo mô hình hợp tác giữa nhà nước và tư nhân, phải 3 năm sau đó mới có bộ phim thứ hai là Thạch Thảo tiếp tục mô hình này.
Những hình ảnh đầu tiên trong quá trình quay phim đã được đăng tải trên trang Facebook của đạo diễn Victor Vũ. Ngày 8 tháng 5, 2015, một video trailer dài 2 phút 19 giây được phát tán trên mạng, thu hút sự chú ý của cộng đồng mạng. Tuy nhiên, nhà sản xuất cho biết đây chỉ là trailer nháp và kêu gọi các trang mạng gỡ bỏ đoạn video này. Ngay sau đó, vào ngày 11 tháng 5, trailer chính thức của bộ phim đã được tung ra. Video hậu trường phim cũng được đăng tải vào ngày 19 tháng 6, bật mí nhiều quá trình thực hiện các cảnh quay. Đoạn phim thu hút hàng trăm ngàn lượt xem và chia sẻ.
Tại Việt Nam, bộ phim chính thức khởi chiếu từ ngày 2/10/2015. Tuy nhiên, ngay từ ngày 30 tháng 9, Tôi thấy hoa vàng trên cỏ xanh đã có hơn 200 suất chiếu sớm trên toàn quốc. Bộ phim sẽ được công chiếu tại Nhật Bản vào ngày 19 tháng 8 năm 2017.

## Đón nhận

### Doanh thu
Bộ phim được coi là một hiện tượng về doanh thu phòng vé ở Việt Nam, thu hút rất đông khán giả. Hai ngày chiếu sớm (30 tháng 9 và 1 tháng 10) với các suất đặc biệt trên toàn quốc cũng đều kín chỗ và đỉnh điểm là sự bùng nổ vào ngày công chiếu đầu tiên (2 tháng 10). Tính đến thời điểm ngày 2 tháng 10, tổng cộng hơn 110.000 vé được bán ra trên toàn quốc.
Tính đến hết ngày 4 tháng 10, bộ phim đã thu về gần 23 tỷ đồng tiền vé, từ 350.000 lượt vé. Sau hai tuần công chiếu, bộ phim thu hút 850.000 lượt khán giả và mang về 59,48 tỷ đồng. Theo The Hollywood Reporter, bộ phim đã thu về 3,5 triệu USD sau một tháng công chiếu.
Lý giải về việc phim được đón nhận nồng nhiệt, đại diện nhà sản xuất và đơn vị phát hành cho rằng Tôi thấy hoa vàng trên cỏ xanh thành công khi chạm được đến cảm xúc khán giả. Một đại diện phát hành nói: "Trong đoạn video ngắn ghi lại những phản ứng của khán giả tại rạp, có người đã rơm rớm nước mắt, có người thổn thức và bật khóc khi bất chợt gặp lại hình ảnh chính mình của ngày xưa. Bên cạnh đó cũng có những tiếng cười sảng khoái trước các tình huống đáng yêu, ngô nghê của những đứa trẻ. Có thể nói, lâu lắm rồi mới có một bộ phim chạm vào được trái tim của khán giả nhiều đến vậy". Theo ý kiến của một đạo diễn hình ảnh, Tôi thấy hoa vàng trên cỏ xanh còn ấn tượng bởi những góc quay đẹp.

### Giải thưởng
Trong lễ bế mạc Liên hoan phim quốc tế Silk Road 2015 tại Phúc Châu, Trung Quốc diễn ra vào đêm 26 tháng 9, Tôi thấy hoa vàng trên cỏ xanh giành giải "Phim hay nhất" do Thành Long trao tặng.
Ngày 5 tháng 12, bộ phim giành giải thưởng tại bốn hạng mục của Liên hoan phim Việt Nam lần thứ 19, trong đó có giải thưởng cao quý nhất là giải Bông sen vàng.
| Giải thưởng                        | Giải thưởng         | Giải thưởng                                                          | Giải thưởng | Giải thưởng  | Giải thưởng |
| Giải thưởng                        | Ngày trao giải      | Hạng mục                                                             | Kết quả     | Tham khảo    |             |
| ---------------------------------- | ------------------- | -------------------------------------------------------------------- | ----------- | ------------ | ----------- |
| Silk Road                          | 26 tháng 9 năm 2015 | Phim hay nhất                                                        | Đoạt giải   | [ 5 ] [ 22 ] |             |
| Liên hoan phim Việt Nam lần thứ 19 | 5 tháng 12 năm 2015 | Giải Bông sen vàng                                                   | Đoạt giải   | [ 23 ]       |             |
| Liên hoan phim Việt Nam lần thứ 19 | 5 tháng 12 năm 2015 | Đạo diễn xuất sắc nhất                                               | Đoạt giải   | [ 23 ]       |             |
| Liên hoan phim Việt Nam lần thứ 19 | 5 tháng 12 năm 2015 | Quay phim xuất sắc nhất                                              | Đoạt giải   | [ 23 ]       |             |
| Liên hoan phim Việt Nam lần thứ 19 | 5 tháng 12 năm 2015 | Giải phim hay nhất do khán giả bình chọn dành cho Phim truyện dự thi | Đoạt giải   | [ 23 ]       |             |